# Реки Латвии
Все реки, текущие по территории Латвии, принадлежат к водосборному бассейну Балтийского моря. Суммарная протяжённость всей гидрографической сети Латвии превышает 100 тысяч км. Формирование речной сети Латвии пришлось на эпоху голоцена. Возраст старейших древних речных долин не превышает 15,7 тысяч лет.
Всего в стране насчитывается около 12,5 тысяч водотоков, общая длина которых составляет около 37,5 тысяч км. 17 рек имеют длину более 100 километров. Длина 777 рек превышает 10 км. Оставшиеся 51 % от общей протяжённости всех рек приходятся на водотоки длинной менее 10 км. Площадь водной поверхности всех рек равняется 358 км², то есть 0,6 % от территории Латвии. Средний годовой сток, в зависимости от водности, составляет от 32 до 35 км³.
Крупнейшая река Латвии — Даугава, самая длинная — Гауя.